# Antonio Cabrini
Antonio Cabrini (Cremona, 8 de octubre de 1957) es un entrenador y exfutbolista italiano.
Jugó como lateral izquierdo, principalmente con la Juventus. Ganó la Copa Mundial de Fútbol de 1982 con la selección nacional de Italia. Se podría decir que Cabrini está considerado como uno de los mejores laterales izquierdos en la historia.

## Biografía

### Jugador de club
Antonio Cabrini nació en Cremona, Lombardía (Italia).
Cabrini hizo su debut en el fútbol profesional con U.S. Cremonese en la temporada de 1973-1974 de la Serie C, totalizando tres presencias y ganando el jersey de titular para la siguiente temporada de 1974-1975. En la temporada de 1975-1976 jugó en la Serie B para el Atalanta, y en el verano de 1976 fue adquirido por la Juventus, el equipo donde militó la mayor parte de su carrera y donde cosechó sus mayores éxitos como uno de los miembros de la Cortina de Hierro (Cortina di Ferro), el bloque defensivo de la Juve y del seleccionado italiano liderado por Gaetano Scirea y Dino Zoff durante la segunda mitad de la década de 1970 y la primera mitad de la década de 1980 considerado por los analistas del fútbol como una de las mejores zagas de la historia del fútbol.
En 1989, y después de 13 temporadas exitosas con la Juve, se pasó a jugar para el Bologna Calcio por dos años más antes de retirarse como jugador.
Con la Juventus, ganó seis veces la Serie A italiana (1977; 1978; 1981; 1982; 1984; 1986), dos veces la Copa Italia (1978; 1983), en 1985 la Copa de Europa, una Recopa de Europa en 1984, una Copa de la UEFA en 1977, una Supercopa de Europa (1984) y una Copa Intercontinental en 1985.
Junto a los italianos Gaetano Scirea, Sergio Brio, Stefano Tacconi -sus compañeros en la Juve- y el holandés Danny Blind, es el único jugador en el planeta que ha conquistado todas las competiciones posibles a nivel de club reconocidas por la UEFA y la copa Intercontinental.
Jugó un total de 352 partidos en la Serie A, marcando 35 goles.
Cabrini fue conocido entre los aficionados como Bell'Antonio ("Bello Antonio") o El Novio de Italia, por su popularidad como un fascinante jugador de fútbol. En el campo, sus calidades técnicas y físicas le hicieron uno de los mejores defensas / atacantes de la historia del fútbol italiano y mundial. 

### Selección nacional
Cuando fue llamado para la lista de Italia de 20 jugadores para participar en el Mundial de Fútbol de 1978, donde la Squadra Azzurra alcanzó el 4.º puesto del torneo, como uno de los miembros del Blocco-Juve (Bloque -Juve), Cabrini no había jugado todavía ningún partido con la selección absoluta de su país (tenía hasta ese momento 23 apariciones con las selecciones juveniles). Obtuvo su primera aparición en el partido contra Francia y desde aquel momento se convirtió en un internacional habitual para los siguientes 9 años. 
Participó en todos los partidos de La Nazionale durante 3 Mundiales de Fútbol: Mundial de Fútbol de 1978 donde fue el mejor jugador joven del certamen, Mundial de Fútbol de 1982 anotando un gol a Argentina y siendo campeón del mundo y el Mundial de Fútbol de 1986. En conjunto, Cabrini jugó 18 partidos durante las fases finales de los Mundiales de Fútbol, ganando la edición de 1982 a pesar de fallar su penalti en la final contra Alemania Occidental.
Obtuvo 73 apariciones con su país y marcó 9 goles (un récord para un defensa), acabando su carrera con el equipo Azzurro en octubre de 1987. Fue capitán del seleccionado italiano en 10 ocasiones.

## Palmarés

### Torneos nacionales
| Título      | Club           | País   | Año     |
| ----------- | -------------- | ------ | ------- |
| Serie A     | Juventus F. C. | Italia | 1976-77 |
| Serie A     | Juventus F. C. | Italia | 1977-78 |
| Copa Italia | Juventus F. C. | Italia | 1978-79 |
| Serie A     | Juventus F. C. | Italia | 1980-81 |
| Serie A     | Juventus F. C. | Italia | 1981-82 |
| Copa Italia | Juventus F. C. | Italia | 1982-83 |
| Serie A     | Juventus F. C. | Italia | 1983-84 |
| Serie A     | Juventus F. C. | Italia | 1985-86 |

### Torneos internacionales
| Título                       | Club                | Sede    | Año     |
| ---------------------------- | ------------------- | ------- | ------- |
| Copa de la UEFA              | Juventus F. C.      | Bilbao  | 1976-77 |
| Copa Mundial de Fútbol       | Selección de Italia | España  | 1982    |
| Recopa de Europa             | Juventus F. C.      | Basilea | 1983-84 |
| Supercopa de Europa          | Juventus F. C.      | Turín   | 1984    |
| Liga de Campeones de la UEFA | Juventus F. C.      | Heysel  | 1985    |
| Copa Intercontinental        | Juventus F. C.      | Tokio   | 1985    |

### Distinciones individuales
| Distinción                                         | Año  |
| -------------------------------------------------- | ---- |
| Mejor jugador joven Copa Mundial de Fútbol de 1978 | 1978 |

| Predecesor: Władysław Antoni Żmuda | Premio al mejor jugador joven de la Copa Mundial de la FIFA 1978 | Sucesor: Manuel Amorós |